# Anaxyrus fowleri
Espèce
Synonymes
- Bufo fowleri Hinckley, 1882
- Bufo hobarti Sanders, 1987

Statut de conservation UICN

 LC  : Préoccupation mineure
Anaxyrus fowleri est une espèce d'amphibiens de la famille des Bufonidae.

## Répartition et habitat

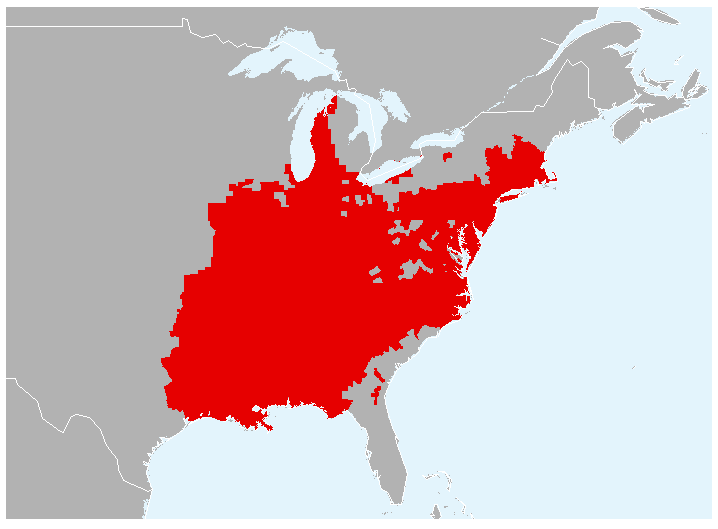
Distribution

Cette espèce se rencontre dans le centre-est de l'Amérique du Nord :
- sur la rive Nord du lac Érié en Ontario au Canada ;
- dans l'est des États-Unis dans le Sud du New Hampshire, dans le Sud du Vermont, au Massachusetts, au Connecticut, dans l'État de New York, au New Jersey, en Pennsylvanie, au Maryland, au Delaware, dans le district de Columbia, en Virginie, en Virginie-Occidentale, en Caroline du Nord, en Caroline du Sud, en Géorgie, dans le nord-ouest de la Floride, au Tennessee, au Kentucky, en Alabama, au Mississippi, en Louisiane, en Arkansas, dans l'Est du Texas, dans l'est de l'Oklahoma, au Missouri, dans le sud-est de l'Iowa, en Illinois, en Indiana, en Ohio et au Michigan.

Cette espèce vit de préférence dans des endroits ouverts, avec peu de végétation. On la trouve dans les champs, jardins, plages et dunes de sable.

## Étymologie
Cette espèce est nommée en l'honneur de Samuel Page Fowler (1799-1844).

## Galerie

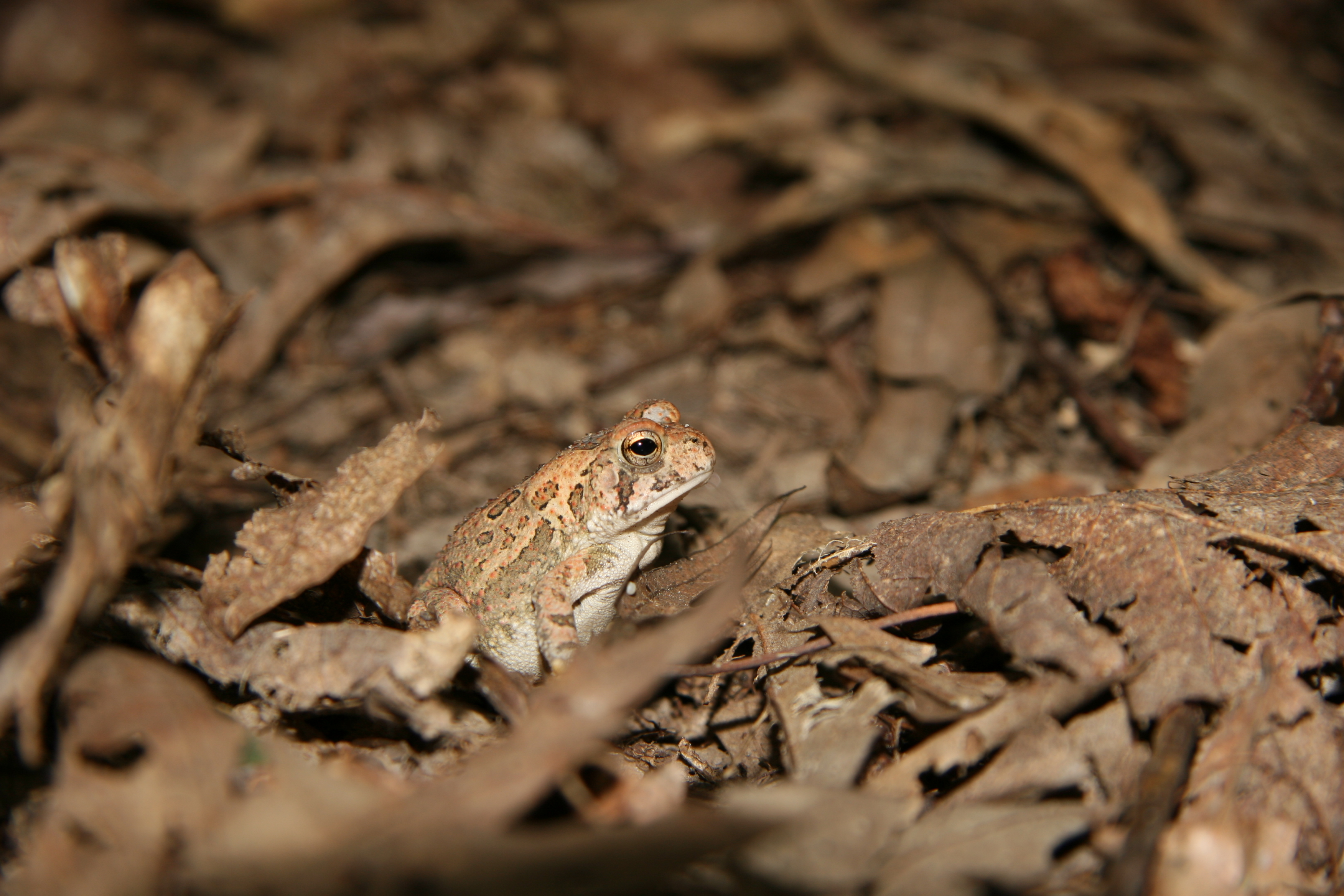
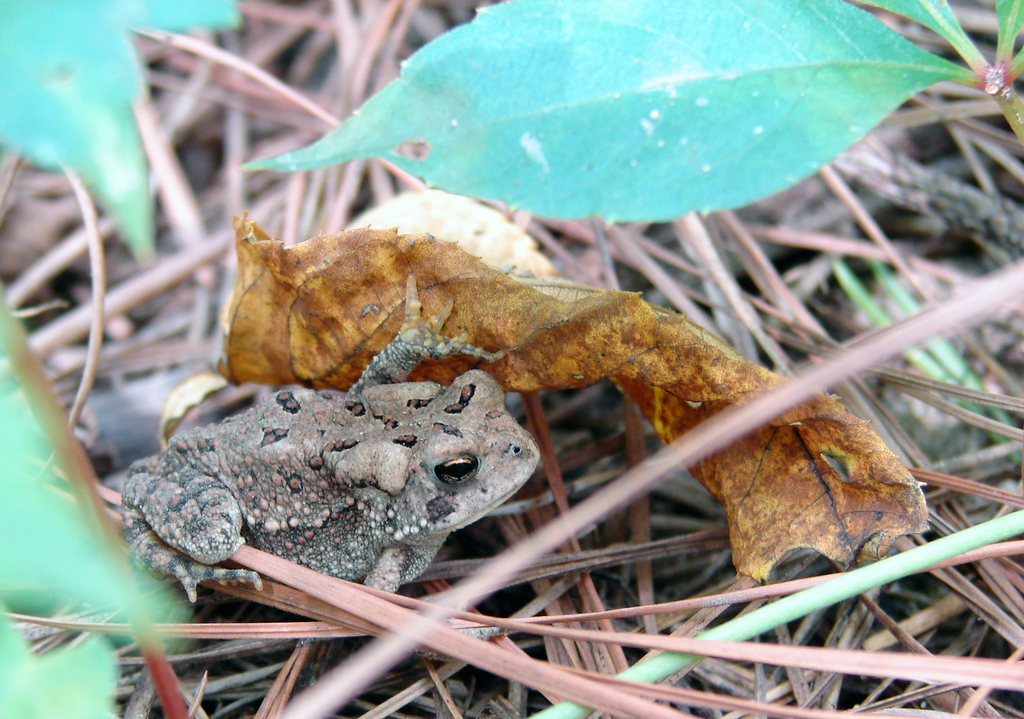
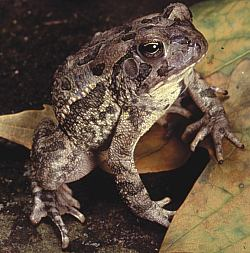
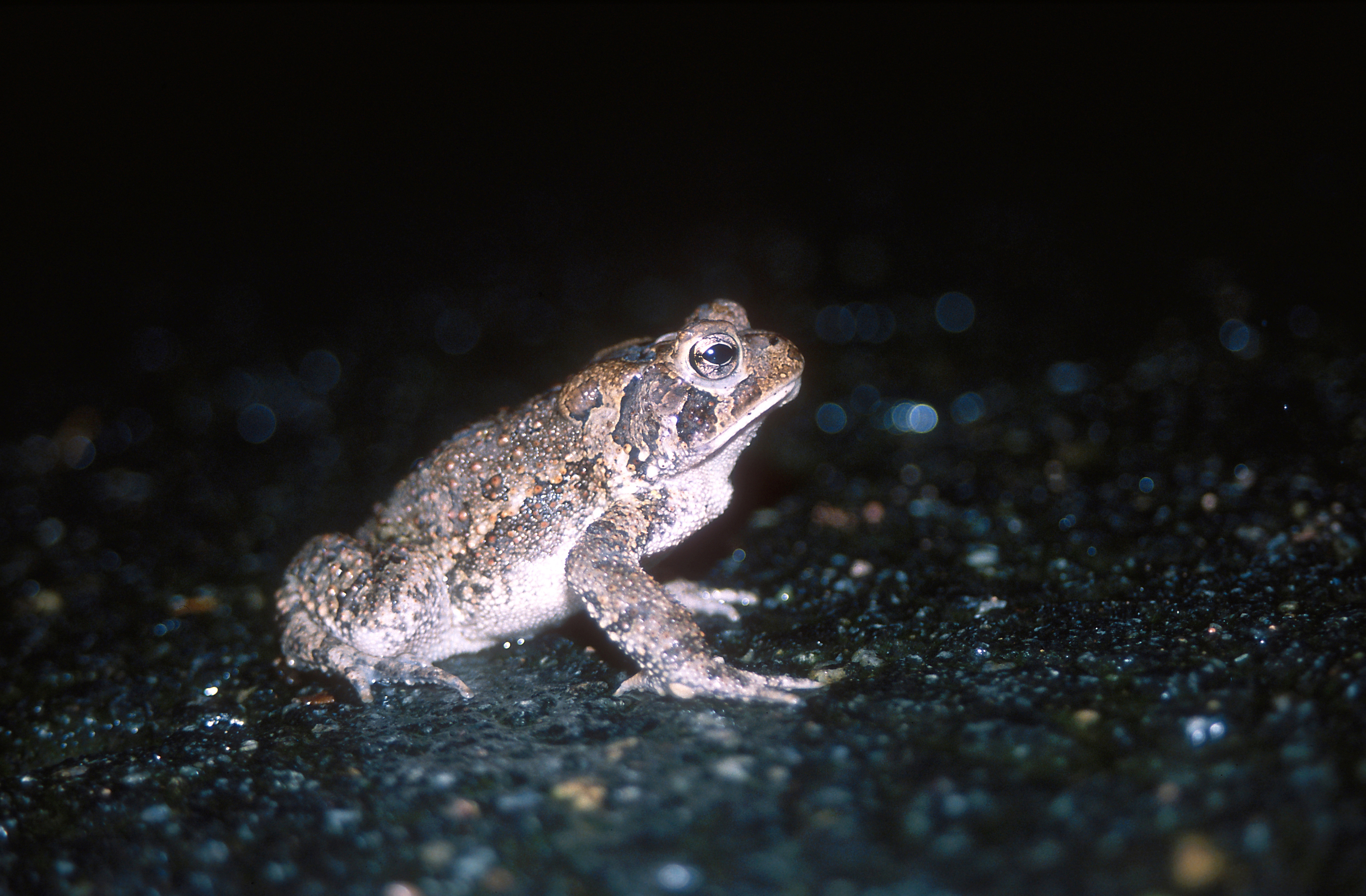

## Publication originale
- Hinckley, 1882 : On some differences in the mouth structure of tadpoles of the anourous batrachians found in Milton, Mass.. Proceedings of the Boston Society of Natural History, vol. 21, p. 307-315 (texte intégral).